# Marillet
Marillet – miejscowość i gmina we Francji, w regionie Kraj Loary, w departamencie Wandea.
Według danych na rok 1990 gminę zamieszkiwało 116 osób, a gęstość zaludnienia wynosiła 27 osób/km² (wśród 1504 gmin Kraju Loary Marillet plasuje się na 1108. miejscu pod względem liczby ludności, natomiast pod względem powierzchni na miejscu 1195.).